# Peisenor (Kentaur)

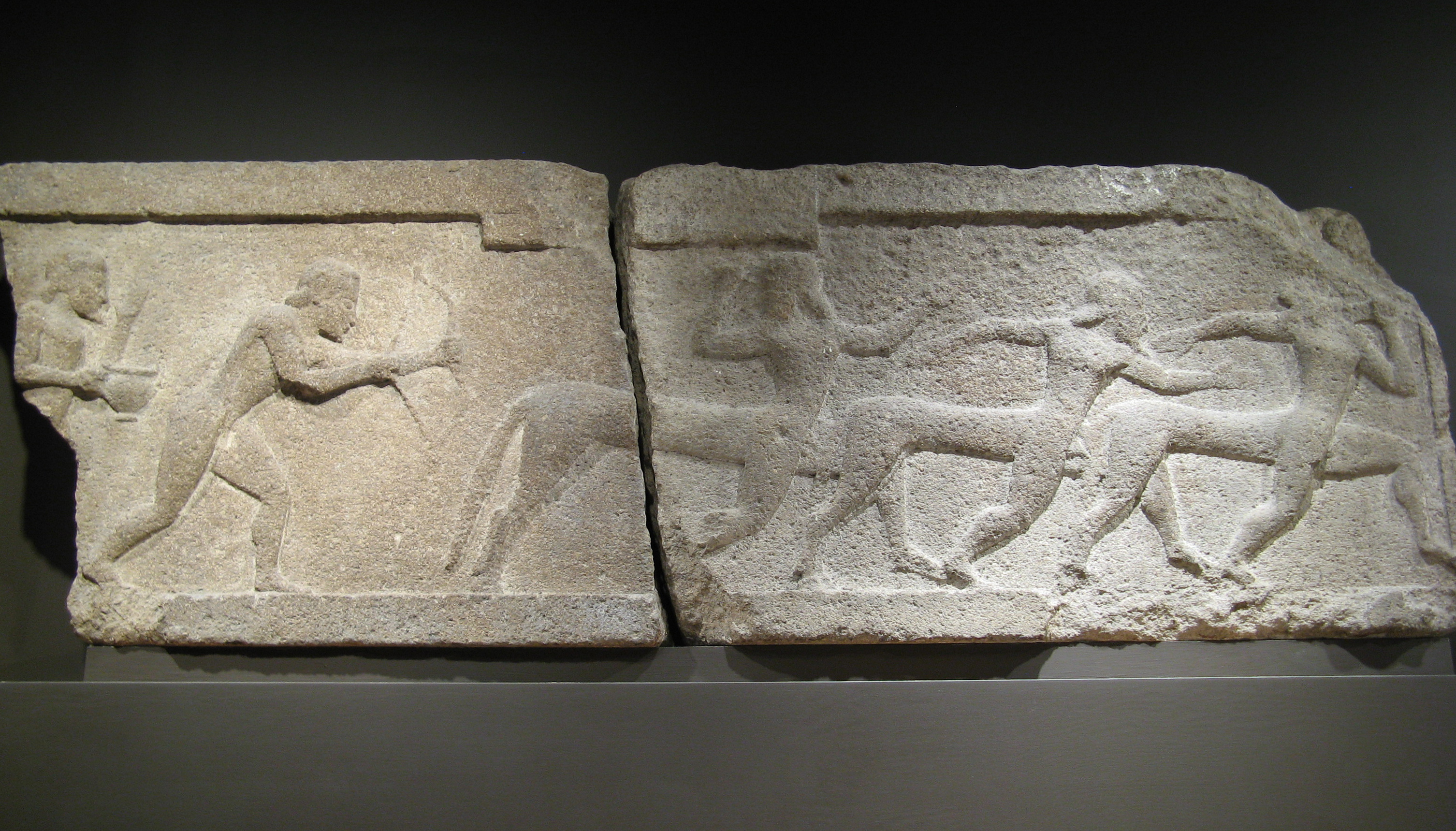
Athenatempel (Assos): Kentauren ergreifen die Flucht

Peisenor ist ein Kentaur der griechischen Mythologie. In der Kentauromachie auf der Hochzeit des Lapithen Peirithoos kann er fliehen. Einzige Quelle ist das zwölfte Buch der ovidischen Metamorphosen.

## Name
Er kommt vom griechischen Πεισήνωρ, Peisḗnor, lateinisch und deutsch mit gleicher Betonung auch Pisénor. Er ist verwandt mit πεῖσις, peísis, Überredung und gehört zur Wortfamilie von πείθω, peíthō, überreden, raten. Folglich zeige „der in ... Pisenor ausgedrückte gute Rat und klare Verstand,“ eine „apollinische Sittigung.“ Auch Roscher meint, „die Gaben der Klugheit und der Mantik ... sind angedeutet in ... Πεισήνωρ, Peisḗnor,“ und gehöre so zu den anthropomorphen Kentaurennamen, „die offenbar dem poetischen Drange zu individualisieren entsprungen sind.“ Auch anderen Kentauren werden Klugheit und Weissagung zugeschrieben, siehe Cheiron, Asbolos, Perimedes. Pape nennt ihn einen „Redemann“, was wohl die treffendste Übersetzung ist.

## Mythos
Sein Mythos ist kurz und steht im Zusammenhang mit der Massenflucht mehrerer Kentauren nach der Verwundung und Flucht des gefährlichen Kentauren Rhoetus:
„Fugit et Orneus Lycabasque et saucius armo

dexteriore Medon et cum Pisenore Thaumas.“
„Lykabas auch sucht Heil in der Flucht und Ornëus und Medon,

rechts am Buge verletzt, nicht minder Pisenor und Thaumas.“
Danach fliehen noch weitere Kentauren, so dass er nur ein Dutzend-Kentaur unter vielen bleibt, der nur durch seinen Namen etwas Beachtung verdient und von der Herde absticht. Immerhin trägt er in der „Fülle mehr oder weniger gleichgültiger, für Centauren nur hier genannter Namen“ zur Belebung der Flucht bei. Zum mythologischen Hintergrund und Zusammenhang, zur literarischen Gestaltung der Fluchtszene, siehe den Artikel Melaneus.